# Хуго фон Щадион-Вартхаузен и Танхаузен
Йохан Хуго Йозеф Франц Филип Карл фон Щадион-Вартхаузен и Танхаузен (на немски: Johann Hugo Joseph Franz Philipp Carl Graf von Stadion--Warthausen und Thannhausen; * 26 ноември/29 ноември 1720, Майнц; † 30 декември 1785, Майнц) от стария благороднически род фон Щадион, е граф на Вартхаузен и Танхаузен в Швабия, Бавария.

## Произход
Той е син (9-о дете от 10 деца) на имперски граф Йохан Филип I фон Щадион (1652 – 1742), обер-дворцов майстер в Курфюрство Майнц, и третата му съпруга фрайин Мария Анна Изабела Вамболт фон Умщат (1684 – 1764), дъщеря на фрайхер Фридрих Хайнрих Вамболд фон Умщат (1628 – 1688) и втората му съпруга фрайин Мария Ева фон Хоенек (1655 – сл. 1696). Потомък е на Валтер фон Щадегун († сл. 1292). Баща му е брат Франц Каспар фон Щадион (1637 – 1704), княжески епископ на Лавант (1673 – 1704). Полубрат е на Франц Конрад (1679 – 1757), княжески епископ на Бамберг (1753 – 1757), и Антон Хайнрих Фридрих (1691 – 1768). Полусестра му Мария Терезия фон Щадион (1698 – 1766) е омъжена за Марквард Готфрид Георг Шенк фон Щауфенберг (1692 – 1734), който е чичо на неговата съпруга Мария Анна Шенк фон Щауфенберг. Сестра му Мария Анна Филипина фон Щадион (1718 – 1784) е омъжена за Лотар Вилхелм фон Валдердорф († 1752) и е майка на Филип Франц Вилдерих Непомук (1739 – 1810), последният княжески епископ на Шпайер (1797 – 1802/1810).
Фамилията Щадион-Танхаузен притежава купеният от брат му Антон Хайнрих Фридрих през 1737 г. палат „Щадионер Хоф“ в Майнц до 1787 г.
Родът фон Щадион изчезва по мъжка линия през 1908 г. със смъртта на лейтенант граф Филип Франц Йозеф фон Щадион († 13 септември 1908). Наследници стават графовете фон Шьонборн-Буххайм.
- Дворец Оберщадион
- Дворец Вартхаузен
- Дворец „Щадионер Хоф“ в Майнц

## Фамилия
Хуго фон Щадион-Вартхаузен и Танхаузен се жени на 25 април 1745 г. във Вюрцбург за фрайин Мария Анна Текла Валпургис Тереза Шенк фон Щауфенберг (* 28 декември 1728, Меерсбург; † 25 февруари 1799, Майнц), внучка на фрайхер Йохан Вернер Шенк фон Щауфенберг (1654 – 1717), дъщеря на фрайхер Лотар Филип Лудвиг Хартман Шенк фон Щауфенберг (1694 – 1758) и първата му съпруга фрайин Анна Мария Паулина фон Райнах (1708 – 1731). Те имат девет деца:
- Мария Анна Терезия Йохана Валпургис Филипина фон Щадион (* 14 юни/юли 1746; † 15 ноември 1813, Виена), омъжена на 27 януари 1763 г. в „Св. Кристоф“, Майнц за граф Хуго Дамиан Ервайн фон Шьонборн-Визентхайд (* 27 октомври 1738, Ашафенбург; † 29 март 1817, Виена)[4]
- Йохан Франц Конрад Хартман Карл фон Щадион (* 1748)
- Йохан Георг Йозеф Непомук фон Щадион-Танхаузен (* 7 май 1749, Майнц; † 17 септември 1814, Бохемия), женен на 4 ноември 1773 г. в Майнц за фрайин Мария София Изабела Вамболд фон Умщат (* 20 ноември 1757, Майнц; † 12 октомври 1843, Виена)
- Йохан Франц Лотариус Клемент Йоуеф фон Щадион (* 1750)
- Фридрих Хуго фон Щадион (* 1751/11 юли 1755; † 22 август 1758)
- София Хелена Валпургис Текла фон Щадион (* 25 юни 1753; † 2 август 1811/6 април 1828), омъжена на 3 август 1774 г. за фрайхер Карл фон Грошлаг цу Дипург († 25 май 1799)
- Тереза Франциска Филипина Валпургис фон Щадион (* 9 юни/юли 1763; † 5 декември 1803/11 декември 1805), омъжена на 17 септември 1781 г. за граф Франц Карл Вилибалд Непомук фон Кеселщат (* 13 август 1756, Трир; † 23 юни 1829, Виена)
- Бернардина Магдалена Розина фон Щадион (* 7 юли 1764, Майнц; † 31 май 1835, Ашафенбург), омъжена на 16 септември 1790 г. в Нидервалуф за фрайхер Филип Хуго Йохан Непомук Франц де Паула Михаел Вамболт фон Умщат (* 29 септември 1762, Майнц; † 16 август 1846, Ашафенбург)
- Емерих Йозеф Филип Игнац Георг Амор фон Щадион-Танхаузен (* 29 ноември 1766, Майнц; † 11 януари 1817), женен на 3 март 1799 г. за графиня Шарлота Мария Анна София Валпургис фон дер Лайен (* 4 април 1768, Кобленц; + 12 януари 1832), дъщеря на граф Франц Карл фон дер Лайен (1736 – 1775) и фрайин Мариана фон Далберг (1745 – 1804)